# شمعية أوروغواية
شمعية أوروغواية (الاسم العلمي:Cereus uruguayanus) هي نوع من النباتات يتبع جنس الشمعية من الفصيلة الصبارية.